# ریور الکساندر
ریور الکساندر (به انگلیسی: River Alexander) بازیگر آمریکایی است.
از فیلم‌های معروف او می‌توان به بازی در فیلم بویچویر اشاره کرد.